# 河合郁人
河合 郁人（かわい ふみと、1987年〈昭和62年〉10月20日 - ）は、日本のアイドル、タレント、俳優、司会者、コメンテーター。男性アイドルグループ・A.B.C-Zの元メンバー。
東京都武蔵村山市出身。 STARTO ENTERTAINMENTとエージェント契約を締結。

## 来歴
少年隊の大ファンだった母親の影響で、幼い頃から忍者の「お祭り忍者」などジャニーズの曲を聴いて育ち、1996年放送のテレビドラマ『ロングバケーション』を観て木村拓哉を好きになる。その後、滝沢秀明率いるジャニーズJr.が出演する『ミュージックステーション』や『8時だJ』を録画し、友達とユニットを作って歌詞や振り付けを覚えて真似するほどジャニーズに憧れるようになるが、母親の友人に「松本潤くんに似てる」と言われたことや、KinKi Kidsのコンサート観に行く道中、ファンから「かわいい！ジュニアに入ればいいのに」と囲まれたことをきっかけに、小学4年生の時に自ら履歴書を送る。その時は返事は無かったが、小学5年生になってから再び履歴書を送り、小学6年生の時に2年越しで呼ばれたオーディションに野球の試合を休んで参加し、1999年5月9日に11歳でジャニーズ事務所に入所。2001年からはジャニーズJr.内ユニットA.B.C.としての活動をはじめ、2008年8月からはA.B.C-Zとユニット名を変えて活動を続けている。
2011年7月23日、ミュージカル『PLAYZONE'11 SONG & DANC'N.』に出演中、ステージから飛び降りた際に左足を骨折。東京公演への出演を翌日から見合わせた。
2019年、舞台『トリッパー遊園地』で初めて単独主演を務める。
2023年9月21日、ジャニーズ事務所公式ホームページで、「40歳までに自身がMCを務める冠番組を持つ」「MCとしてのポジションを確立する」という目標達成のため、同年12月21日をもってA.B.C-Zを脱退し、個人で活動することを発表した。A.B.C-Z脱退後もジャニーズ事務所には引き続き所属することとした。
2023年10月20日、公式Instagramを開設。
2023年12月21日、A.B.C-Z主演舞台『ABC座星（スター）劇場2023 〜5 Stars Live Hours〜』の千秋楽をもってA.B.C-Zを脱退。脱退2分前となる午後11時58分にはグループの公式Xで「素敵なメンバー、素敵なファンの皆さん、素敵なスタッフさんに出会えて幸せでした。ありがとうございました。行ってきます！河合郁人」と感謝のメッセージを記した。翌12月22日には自身のYouTubeチャンネル「かわいたちチャンネル〜Purple Rain〜」をスタートさせ、開設記念生配信を行った。
2024年4月29日、個人会社を設立し、STARTO ENTERTAINMENTとエージェント契約を結んだことを自身のInstagramで発表した。
同年7月11日、地元・武蔵村山市の観光大使に就任する。

## 人物
元々は“かっこいい路線”でいくつもりだったが、滝沢秀明に「お前は違う」と言われたことや、舞台のアドリブで客が笑ってくれたことで人を笑わせる喜びを感じたこともあり、路線を変更。それ以降、笑いの追求には貪欲であり、アイドル雑誌『Myojo』2009年の企画で、「一番おもしろい人部門」で第1位になったこともある。
ジャニーズ好きとして有名。「ジャニヲタ」を自称し、2020年には初の地上波冠番組『ジャニーズ河合がジャニーズのコト勝手に答えます!!』も放送された。『スカッとカラオケ!』や『千鳥の鬼レンチャン』などカラオケ特番にも度々出演し、ジャニーズの曲を披露している。
18歳だったジャニーズJr.時代に出演した『ザ少年倶楽部』の特技をアピールするコーナーをきっかけに“ジャニーズものまね”を披露するようになる。レパートリーは東山紀之、木村拓哉、亀梨和也など多岐にわたり、長年マネをしていた松本潤とは「ジャニーズカウントダウンライブ2015-2016」でコラボレーションも実現した。2020年5月19日放送の『ものまねグランプリ 次世代ものまね芸人No.1決定戦＆歌ものまねNo.1決定戦スペシャル』に初参戦した際には数々のジャニーズものまねで2位になり、これも含め2020年のテレビ出演番組数は114本と前年比5倍となりブレーク。同年末年始の出演番組数でも、村上信五に次ぐジャニーズ事務所内2位へと躍進した。
以前からお笑いコンビ・フットボールアワーの後藤輝基に似ていると話題になっていたが、2020年には「夢の中の1つ」としていたMCでの初タッグも果たした。似ていることを理由にA.B.C-Zのコンサートで河合と後藤が入れ替わりファンにバレずに踊れるか、という企画が放送されたことがある。
『ゴゴスマ -GO GO!Smile!-』（CBCテレビ）や『ドデスカ!』（メ〜テレ）などの在名テレビ局の情報番組に出演しており、河合が「（愛知県の）PRに貢献したい」という思いを県側に伝えたことがきっかけで、2022年度の「愛知県観光文化大使」に任命された。
愛称は「ふみきゅん」。舞台『big〜夢はかなう〜』に出演した際に、キャストの女の子たちが「ふみくん」から転じて呼び始め、それがファンにも広まり定着した。河合はファンのことを「お嫁さん」と呼んでいる。
グループ内ではMC担当であり、『ザ少年倶楽部』のMCを長年務めている。
Snow Manの深澤辰哉から尊敬するジャニーズの先輩として挙げられており、プライベートでも親交が深い。
兄と妹がいる。

### 野球に関するエピソード
大の埼玉西武ライオンズファン。自身も少年野球チーム「武蔵村山ライオンズ」に所属し、キャプテンも務めていた。
ジャニーズ事務所に入ってからも、ジャニーズ野球大会にはレギュラーで出演し、2011年5月29日の『Marching J ジャニーズチャリティー野球大会2011』ではファインプレー賞も受賞した。
2022年3月25日には西武ライオンズの開幕戦始球式を務めた。2024年8月17日には岩手めんこいテレビの情報番組『サタデーファンキーズ』内で結成した野球チーム「本宮ファンキーズ」のキャプテンとして、宮城・楽天モバイルパークで行われた楽天対西武戦のセレモニアルピッチに登場した。
2025年1月6日放送の『LIONS CHANNEL』（テレビ埼玉）から、前任の堀口文宏に代わってMCを務める。

## 出演
グループでの出演は A.B.C.やA.B.C-Zを参照。個人での出演のみ記載。
※主演作品は太字表記

### テレビ番組
- あしたのJ（2001年7月1日 - 9月30日、日本テレビ）[54]
- 百識〜百でひとつの知識〜（2006年10月17日 - 、フジテレビ）[55]
- ザ少年倶楽部（2014年4月[56] - 2023年10月[57]、NHK BSプレミアム）- 2018年3月までは司会、以後は出演者の一人としてレギュラー出演
  - ニュージェネ!（2024年1月19日 - 3月8日、BSプレミアム4K・BSプレミアム） - MC[58][59]
- プレバト!!（毎日放送） - 「俳句の才能査定ランキング」に不定期出演[60]。俳句の特待生に昇格[61]。
- デルサタ（メ〜テレ） - デルサタファミリーとして橋本・塚田と不定期出演[62][63]
- ゴゴスマ -GO GO!Smile!-（2020年4月3日 - 、CBCテレビ） - 金曜レギュラー[64]
  - 土曜日もゴゴスマ!（2022年8月6日、CBCテレビ） - MC[65]
- たとえるバラエティ クイズ!鼻からスイカ（2020年7月26日〔読売テレビ〕[32]、2021年6月10日[66]・12月16日・12月23日[67]〔全国放送〕） - 後藤輝基とMC
  - たとえ発掘バラエティ 後藤＆河合はウリふたつ!?（2022年11月24日、読売テレビ・日本テレビ） - 後藤輝基とMC[68]、コーナー「勘違いたとえドラマ」- 主演・営業部のエースサラリーマン 役[69]
- ジャニーズ河合がジャニーズのコト勝手に答えます!!（2020年9月19日・26日[8]・12月29日〔28日深夜〕[70]、テレビ朝日） - MC
- 水バラ「ローカル路線バス乗り継ぎ対決旅 陣取り合戦」（2020年5月20日[71]、10月21日[72]、11月18日[73]、2021年4月14日[74]、9月1日[75]、12月29日[76]、 2022年3月16日[77]、6月29日、9月14日、テレビ東京） - 第2回目以降チームリーダー[注 3]
- すこジャニ〜ルールだらけの旅〜（2020年12月12日[78]、2021年8月21日[79]、フジテレビ）
- キャスト（2021年3月30日 - 2022年3月30日、朝日放送テレビ） - 火曜コーナー「古川昌希のなんでやねん!?」レギュラー[80]
- でこぼこポン!（2021年3月30日・31日[81]、2022年3月24日・3月31日[82]、2022年4月5日〔レギュラー放送〕[82] - 、NHK Eテレ） - ポン 役 ※声の出演[81]
- おもセン 〜芸能人先生の本気おもしろ授業ランキング〜（2021年5月22日、フジテレビ） - ヒロミとMC[83]
- マジカルナンバー その数字（かず）にはワケがある（2021年9月11日、NHK総合） - MC[84]
- 絶滅料理よ いざ復活 ロストグルメ3（2021年10月8日、CBCテレビ） - 加藤浩次とMC[85]
  - 復活！ロストグルメ〜スターを救ったあの一皿〜（2022年10月15日、CBCテレビ・TBS） - 小杉竜一とMC[86]
- 名曲！2度聴きシアター〜昭和を彩った歌姫の思わず2度聴きしたくなる名曲SP〜（2021年11月4日、テレビ東京） - MC[87]
- 池上彰の激動！世界情勢SP（2022年2月27日、テレビ東京）- サブMC[88]
- サタデーファンキーズ（2022年4月2日 - 、岩手めんこいテレビ） - 橋本・塚田と週替わりMC[89]
- newsおかえり（2022年4月5日 - 、朝日放送テレビ） - 火曜リポーター[90]として「古川×河合のなんでやねん!?」レギュラー[91]（塚田と隔週出演[92]）
  - 真相追究バラエティー 古川＆河合・塚田の『なんでやねん!?』（2022年12月3日、ABCテレビ）[93]
  - news おかえりプレゼンツ なんでやねん!? 全国大調査SP（2023年3月19日[94]・11月28日[95]・2024年7月14日[96]・12月29日[97]、ABCテレビ）
- ドデスカ!（2022年4月[注 4]- 、メ〜テレ） - 火曜ゲストコメンテーター（月2回出演）[92]
- 目ゲキシャ（2022年6月5日、テレビ朝日） - 向井慧とMC[100]
- 世界何でその歌知ってるの？（2023年1月13日、テレビ東京） - MC[101]
- 熊本城マラソン2023（2023年2月19日、テレビ熊本） - スペシャルコメンテーター[102][103]
- ぐれジャニ（2023年6月22日 - 2024年5月23日、MUSIC ON! TV） - 月1回（第4木曜日）レギュラー[104][105][106]
- 迷湯パラダイス 湯かりの人2（2024年12月21日、BS-TBS） - 湯迷人として。富栄ドラムと共演[107]
- LIONS CHANNEL（2025年1月6日 - 、テレビ埼玉） - MC[53]
- うたたま。（2025年4月24日 - 、TBSチャンネル1） - MC[108]

### 配信番組
- 27時間ノンストップ！超スポーツLIVE2024（2024年6月22日 - 23日、U-NEXT） - 竹内由恵とMC[109]

### ラジオ番組
- アッパレやってまーす!〜土曜日です〜（2023年4月9日 - 、MBSラジオ）[110]

### テレビドラマ
- 怖い日曜日〜2000〜 缶蹴り（2000年11月19日、日本テレビ）[111]
- 鼠、江戸を疾る 第4話（2014年1月30日、NHK総合）[112] - 文助 役
- ぼくらのショウタイム （2019年4月5日、名古屋テレビ） - 主演・小紫 役（A.B.C-Zとして主演）[113]
- 24時間テレビ43スペシャルドラマ「誰も知らない志村けん -残してくれた最後のメッセージ-」（2020年8月22日、日本テレビ）- 笹木役[114]
- 刑事7人 シーズン6 第6話（2020年9月9日、テレビ朝日） - 百田浩二 役[115]
- ワンモア（2021年4月6日 - 5月18日、名古屋テレビ） - 主演・地井誠 役（A.B.C-Zとして主演）[116]

### 吹き替え
- バッドガイズ（2022年10月7日公開、東宝東和/ギャガ） - ピラニア 役[117]

### 舞台
- big〜夢はかなう〜（2000年8月1日 - 27日、東京国際フォーラムホールC） - ジョシュ（子供時代） 役　※辰巳雄大とのWキャスト[118]
- 滝沢演舞城 '08 命（LOVE）（2008年4月2日 - 27日、新橋演舞場）[119]
- 滝沢演舞城 '09 タッキー&Lucky LOVE（2009年3月29日 - 4月26日、新橋演舞場）[120]
- ファウスト〜愛の剣士たち〜（2014年6月27日 - 7月7日、AiiAシアタートーキョー  / 7月11日 - 13日、森ノ宮ピロティホール） - 主演・ハインリヒ・ファウスト 役（三田佳子・五関晃一とトリプル主演）[121][122]
  - ファウスト〜最後の聖戦〜（2015年7月10日 - 20日、東京芸術劇場プレイハウス / 7月25日 - 26日、森ノ宮ピロティホール） - 主演・ハインリッヒ・ファウスト 役（三田佳子・五関晃一とトリプル主演）[123]
- 音楽劇『ルードウィヒ・B〜ベートーヴェン 歓喜のうた〜』（2014年11月27日 - 12月6日、東京国際フォーラムCホール / 12月11日 - 14日、シアターBRAVA!） - アマデウス・モーツァルト / ユリシーズ・フォン・クロイツシュタイン 役（2役）[124]
- 滝沢歌舞伎 10th Anniversary（2015年8月18日 - 8月23日、シンガポール：マリーナベイ・サンズグランドシアター）[125]
- コインロッカー・ベイビーズ（2016年6月4日 - 19日、赤坂ACTシアター 他） - 主演・キク 役（橋本良亮とW主演）[126]
  - コインロッカー・ベイビーズ（2018年7月11日 - 29日、赤坂ACTシアター / 8月11・12日、豊中市立文化芸術センター 大ホール / 8月18・19日、 オーバード･ホール） - 主演・ハシ/キク 役 ※Wキャスト（橋本良亮とW主演）[127]
- 音楽喜劇「のど自慢」〜上を向いて歩こう（2017年6月29日 - 7月4日、東京国際フォーラム） - 主演・須谷保 役（森昌子とW主演）[128]
- トリッパー遊園地（2019年3月15日 - 23日、新橋演舞場 / 3月30日、可児市文化創造センター / 3月31日、豊田市民文化会館 / 4月3日 - 7日、大阪松竹座） - 主演・山ノ内マサヒロ 役[129][130]
- 天国の本屋（2020年1月17 - 25日、よみうり大手町ホール / 1月31日 - 2月2日、サンケイホールブリーゼ） - 主演・さとし 役 [131][132]
- Oslo（オスロ）（英語版）（2021年2月6日 - 23日、新国立劇場 中劇場 / 2月27日・28日、東京エレクトロンホール宮城 / 3月3日 - 7日、兵庫県立芸術文化センター 阪急 中ホール / 3月13日・14日、久留米シティプラザ ザ・グランドホール / 3月20日・21日、日本特殊陶業市民会館ビレッジホール） - ヤン・エゲラン（英語版） / ロン・プンダク（英語版） 役（2役）[133][134]

### コンサート
- Fresh Spring Concert（1999年5月2日 - 6月20日、横浜アリーナ・大阪城ホール）[135]
- ジャニーズJr.特急〈10.9〉投球〈10.9〉コンサート 10月9日東京ドームに大集合!!（1999年10月9日、東京ドーム）[135]
- ジャニーズJr. Spring Concert 2000（2000年4月3日 - 5月7日、横浜アリーナ・大阪城ホール・名古屋レインボーホール）[111]
- ジャニーズJr. 〈東・阪・名〉3大ドームコンサート（2000年9月3日 - 10月15日、東京ドーム・大阪ドーム・ナゴヤドーム）[111]

### イベント
- TGC teen ICHINOSEKI 2023（2023年5月27日、一関市総合体育館 ユードーム） - シークレットゲスト[136]
  - TGC teen ICHINOSEKI 2024（2024年6月1日、⼀関市総合体育館ユードーム） - シークレットゲスト[137]
  - TGC teen ICHINOSEKI 2025（2025年5月31日、⼀関市総合体育館ユードーム） - シークレットゲスト[138]
- 第22回 唐梅館絵巻（2024年9月29日、唐梅館総合公園） - 総大将・千葉広胤 役[139]
- 河合郁人のMC力強制向上プリズン（2025年3月27日、IMM THEATER） - MC[140]
- Rakuten GirlsAward 2025 SPRING/SUMMER（2025年5月3日、国立代々木競技場第一体育館）[141]
- 河合郁人×ふぉ〜ゆ〜ラボLIVE!!!!!（2025年8月11日・12日予定、EXシアター六本木）[142]

### サポーター・アンバサダー
- 2022HBCカップジャンプ（2022年1月10日、TBSテレビ） - スペシャルサポーター[143]
  - 2023HBCカップジャンプ（2023年1月9日、TBSテレビ） - スペシャルサポーター[144]
  - 2024HBCカップジャンプ（2024年1月8日、TBSテレビ） - スペシャルサポーター[145]
  - 2025HBCカップジャンプ（2025年1月13日、TBSテレビ） - スペシャルリポーター[146]
- 名古屋ウィメンズマラソン2023（2023年3月12日、東海テレビ） - 東海テレビアンバサダー[103]

### CM・広告
- かんぽ生命保険「養老保険 新フリープラン」[147]（2011年 - ）
- 愛知県観光文化大使（2022年3月30日 - ）[148]
  - 愛知県「観光PRキャンペーン『河合郁人、愛に出逢う。』（2022年7月18日 - 2023年3月31日）
- 武蔵村山市観光大使（2024年7月11日 - ）[21]
- もりおかプロモーション大使（2025年1月 - ）[149]

## 作品
| 曲名                       | 作詞                                               | 作曲                     | JASRAC 作品コード | 名義                                          | 収録                                               |
| -------------------------- | -------------------------------------------------- | ------------------------ | ----------------- | --------------------------------------------- | -------------------------------------------------- |
| 未来は明るいかい？         | 河合郁人 黒崎ジョン                                | 黒崎ジョン               | 712-4862-5        | A.B.C-Z 河合郁人                              | アルバム『A.B.Sea Market』 - 河合ソロ              |
| S L BOY                    | 河合郁人                                           | 佐々木裕                 | 715-3845-3        | A.B.C-Z 河合郁人                              | アルバム『ABC STAR LINE』 - 河合ソロ               |
| OTAGAI☆SUMMER!             | MICRO                                              | SAWACREAM 新田雄一 MICRO | 717-7632-0        | A.B.C-Z 河合郁人                              | アルバム『5 Performer-Z』 - 河合ソロ               |
| 好きなんだ…                | ma-saya （ラップ詞：戸塚祥太・河合郁人・塚田僚一） | VaChee 小川裕太郎        | 237-2244-4        | 戸塚祥太・河合郁人・塚田僚一／A.B.C-Z A.B.C-Z | アルバム『VS 5』〈通常盤〉 - 戸塚 VS 河合 VS 塚田  |
| 君の優しさ VS 僕の愛情     | つんく                                             | つんく                   | 269-7035-0        | A.B.C-Z 河合郁人                              | アルバム『BEST OF A.B.C-Z』 - 河合ソロ             |
| 都道府県47                 | 河合郁人                                           | 原田ナオ                 | 194-0944-3        | 河合郁人 A.B.C-Z                              | DVD『A.B.C-Z 2013 Twinkle×2 Star Tour』 - 河合ソロ |
| Let's Go〜未来へ架かる橋〜 | 河合郁人 戸塚祥太                                  | 滝沢秀明                 | 182-5155-2        | A.B.C-Z                                       | アルバム『From ABC to Z』                          |